# Kultaranta VII
Kultaranta VII var ett representationsfartyg för Finlands president, som byggdes 1983 för Mauno Koivisto. Tidigare båtar ansågs inte längre säkra nog för att användas av republikens president. Hon var i bruk 1983–2015 och hade en besättning på två personer från Finlands marin och tog tolv passagerare. Kultaranta VII var byggd av Uudenkaupungin Työvene. Hon var 12,5 meter lång och 4,5 meter bred och hade två 375-hästars dieselmotorer. Toppfarten var 20 knop. 
Båten användes som presidentbår endast sommartid. Den ägdes av Finlands marin och användes i övrigt som ambulansbåt och sjöräddningsbåt. Kultaranta VII finns idag på Forum Marinum i Åbo.
Kulturanta VII ersatte Kultaranta VI, som byggts 1974. Hon ersattes 2008 av Kultaranta VIII. Kulturanta VII finns numera på Forum Marinum i Åbo.